# Il gallo della checca (film 1941)
Il gallo della checca (Golden Eggs) è un film del 1941 diretto da Wilfred Jackson. È un cortometraggio animato della serie Donald Duck, prodotto dalla Walt Disney Productions e uscito negli Stati Uniti il 7 marzo 1941, distribuito dalla RKO Radio Pictures. È stato distribuito anche come Gallo della checca e, a partire dagli anni novanta, Paperino e le uova d'oro. Nel novembre 1984 fu inserito nel film di montaggio Buon compleanno Paperino.

## Trama
Paperino legge sul giornale che le uova stanno avendo un grande valore e il prezzo è alle stelle. Così irrompe in un vicino pollaio e raccoglie il maggior numero possibile di uova mettendole tutte in una cesta enorme. Il gallo di guardia si accorge di quello che sta succedendo e sbatte il papero in un ripostiglio. Qui, Paperino trova un guanto rosso, un piumino da spolvero e un sacco vuoto, e decide di usare queste cose per travestirsi da gallina. Quando il gallo vede Paperino travestito, si innamora di lui e non si accorge di nulla. Alla fine, durante un ballo scatenato, il gallo smaschera Paperino, dopodiché inizia a inseguirlo furiosamente. Il papero però riesce a uscire dal pollaio con le uova e a chiudere dentro il gallo. Mentre ride di lui, però, scivola e cade nella cesta delle uova, distruggendole tutte e facendolo ridere a propria volta. Paperino si irrita a morte.

## Distribuzione

### Edizioni home video

#### DVD
Il cortometraggio è incluso nel DVD Walt Disney Treasures: Semplicemente Paperino - Vol. 1.